# Ice Haven
Ice Haven è una graphic novel di Daniel Clowes, edito in italiano dalla Coconino Press.